# 24. Szaturnusz-gála
A 24. Szaturnusz-gála az 1997-es év legjobb filmes és televíziós sci-fi, horror és fantasy alakításait értékelte. A díjátadót 1998. július 10-én tartották Kaliforniában.

## Győztesek és jelöltek
Forrás:

### Film
| Legjobb férfi főszereplő | Legjobb női főszereplő |
| --- | --- |
| - Pierce Brosnan – A holnap markában (James Bond) - Nicolas Cage – Ál/Arc (Caster Troy) - Kevin Costner – A jövő hírnöke (A hírnök) - Al Pacino – Az ördög ügyvédje (John Milton / Az ördög) - Will Smith – Men in Black – Sötét zsaruk (J ügynök (Jay)) - John Travolta – Ál/Arc (Sean Archer) | - Jodie Foster – Kapcsolat (Dr. Eleanor "Ellie" Ann Arroway) - Neve Campbell – Sikoly 2. (Sidney Prescott) - Pam Grier – Jackie Brown (Jackie Brown) - Jennifer Lopez – Anakonda (Terri Flores) - Mira Sorvino – Mimic – A júdás faj (Dr. Susan Tyler) - Sigourney Weaver – Alien 4. – Feltámad a Halál (Ripley 8) |
| Legjobb férfi mellékszereplő | Legjobb női mellékszereplő |
| - Vincent D’Onofrio – Men in Black – Sötét zsaruk (Edgar / A bogár) - Steve Buscemi – Con Air – A fegyencjárat (Garland "The Marietta Mangler" Greene) - Robert Forster – Jackie Brown (Max Cherry) - Will Patton – A jövő hírnöke (Bethlehem) - Pete Postlethwaite – Az elveszett világ: Jurassic Park (Roland Tembo) - J. T. Walsh – A félelem országútján (Warren "Red" Barr) | - Gloria Stuart – Titanic (Idős Rose) - Joan Allen – Ál/Arc (Eve Archer) - Courteney Cox – Sikoly 2. (Gale Weathers) - Teri Hatcher – A holnap markában (Paris Carver) - Milla Jovovich – Az ötödik elem (Leeloo) - Winona Ryder – Alien 4. – Feltámad a Halál (Annalee Call)                                      |
| Legjobb fiatal színész | Legjobb rendező |
| - Jena Malone – Kapcsolat (Fiatal Ellie) - Vanessa Lee Chester – Az elveszett világ: Jurassic Park (Kelly Curtis) - Alexander Goodwin – Mimic – A júdás faj (Chuy Gavoila) - Sam Huntington – Dzsungelből dzsungelbe (Mimi-Siku Cromwell) - Dominique Swain – Ál/Arc (Jamie Archer) - Mara Wilson – Csiri Bá! (Annabel Greening) | - John Woo – Ál/Arc - Jean-Pierre Jeunet – Alien 4. – Feltámad a Halál - Barry Sonnenfeld – Men in Black – Sötét zsaruk - Steven Spielberg – Az elveszett világ: Jurassic Park - Paul Verhoeven – Csillagközi invázió - Robert Zemeckis – Kapcsolat                                                                |
| Legjobb forgatókönyv | Legjobb jelmez |
| - Mike Werb, Michael Colleary – Ál/Arc - Guillermo del Toro, Matthew Robbins – Mimic – A júdás faj - James V. Hart, Michael Goldenberg – Kapcsolat - Jonathan Lemkin, Tony Gilroy – Az ördög ügyvédje - Edward Neumeier – Csillagközi invázió - Ed Solomon – Men in Black – Sötét zsaruk | - Csillagközi invázió – Ellen Mirojnick - Alien 4. – Feltámad a Halál – Bob Ringwood - Szőr Austin Powers: Őfelsége titkolt ügynöke – Deena Appel - Batman és Robin – Ingrid Ferrin, Robert Turturice - Az ötödik elem – Jean-Paul Gaultier - Gattaca – Colleen Atwood                                             |
| Legjobb smink | Legjobb filmzene |
| - Mimic – A júdás faj – Rick Lazzarini, Gordon J. Smith - Batman és Robin – Ve Neill, Jeff Dawn - Az ördög ügyvédje – Luigi Rocchetti, Neal Martz - Ál/Arc – David Atherton, Kevin Yagher - Men in Black – Sötét zsaruk – Rick Baker, David LeRoy Anderson, Katherine James - Spawn – Az ivadék – Cindy J. Williams (K.N.B. EFX Group Inc.) | - Danny Elfman – Men in Black – Sötét zsaruk - David Arnold – A holnap markában - Michael Nyman – Gattaca - John Powell – Ál/Arc - Alan Silvestri – Kapcsolat - Joseph Vitarelli – Commandments |
| Legjobb különleges effektek | Legjobb sci-fi-film |
| - Csillagközi invázió – Phil Tippett, Scott E. Anderson, Alec Gillis, Tom Woodruff Jr., John Richardson - Alien 4. – Feltámad a Halál – Pitof, Erik Henry, Alec Gillis, Tom Woodruff Jr. - Kapcsolat – Ken Ralston, Stephen Rosenbaum, Jerome Chen, Mark Holmes - Az ötödik elem – Karen E. Goulekas, Mark Stetson - Az elveszett világ: Jurassic Park – Dennis Muren, Stan Winston, Michael Lantieri, Randy Dutra - Men in Black – Sötét zsaruk – Eric Brevig, Peter Chesney, Rob Coleman, Rick Baker | - Men in Black – Sötét zsaruk - Alien 4. – Feltámad a Halál - Kapcsolat - Az ötödik elem - A jövő hírnöke - Csillagközi invázió |
| Legjobb akciófilm, kalandfilm vagy filmthriller | Legjobb fantasyfilm |
| - Szigorúan bizalmas - A félelem országútján - Ál/Arc - Játsz/ma - Titanic - A holnap markában | - Szőr Austin Powers: Őfelsége titkolt ügynöke - Batman és Robin - Az őserdő hőse - Hercules - Az elveszett világ: Jurassic Park - Egértanya |
| Legjobb horrorfilm | Legjobb házimozis megjelenés |
| - Az ördög ügyvédje - Anakonda - Tudom, mit tettél tavaly nyáron - Mimic – A júdás faj - Fantomok - Sikoly 2. | - A macskák nem táncolnak - A szépség és a szörnyeteg 2. – Varázslatos karácsony - The Haunted World of Edward D. Wood Jr. - Az angyalok háborúja 2. - A texasi láncfűrészes gyilkos visszatér - Halálosztó |

### Televízió

#### Műsorok
| Legjobb televíziós sorozat | Legjobb kábeltelevíziós sorozat |
| --- | --- |
| - Buffy, a vámpírok réme (The WB) - Pszichozsaru (NBC) - A Simpson család (Fox) - Star Trek: Voyager (UPN) - A látogató (Fox) - X-akták (Fox)    | - Végtelen határok (Showtime) - Babylon 5 (Syndicated) - A bolygó neve: Föld (Syndicated) - Star Trek: Deep Space Nine (Syndicated) - Csillagkapu (Showtime) - Xena: A harcos hercegnő (Syndicated) |
| Legjobb televíziós műsor | |
| - Ragyogás (ABC) - Hamupipőke (ABC) - Frankenstein háza (NBC) - Invázió (NBC) - Az időcsavar (Showtime) - Hófehérke – A terror meséje (Showtime) | |

#### Színészek
| Legjobb televíziós színész | Legjobb televíziós színésznő |
| --- | --- |
| - Steven Weber – Ragyogás (ABC) (Jack Torrance) - Richard Dean Anderson – Csillagkapu (Showtime) (Jack O’Neill) - Nicholas Brendon – Buffy, a vámpírok réme (The WB) (Xander Harris) - John Corbett – A látogató (Fox) (Adam MacArthur) - David Duchovny – X-akták (Fox) (Fox Mulder) - Michael T. Weiss – A Kaméleon (NBC) (Jarod) | - Kate Mulgrew – Star Trek: Voyager (UPN) (Kathryn Janeway) - Gillian Anderson – X-akták (Fox) (Dana Scully) - Sarah Michelle Gellar – Buffy, a vámpírok réme (The WB) (Buffy Summers) - Jeri Ryan – Star Trek: Voyager (UPN) (Hét Kilenced) - Ally Walker – Pszichozsaru (NBC) (Samantha Waters) - Peta Wilson – Nikita, a bérgyilkosnő (USA Network) (Nikita) |

### Különdíj
- George Pal Memorial Award: Dean Devlin
- Életműdíj: Michael Crichton, James Karen
- President's Award: James Cameron
- Service Award: Bradley Marcus, Kevin Marcus
- Special Award: Érzelmek tengerében

## Fordítás
- Ez a szócikk részben vagy egészben  a(z)   24th Saturn Awards című angol Wikipédia-szócikk fordításán alapul.  Az eredeti cikk szerkesztőit annak laptörténete sorolja fel. Ez a jelzés csupán a megfogalmazás eredetét és a szerzői jogokat jelzi, nem szolgál a cikkben szereplő információk forrásmegjelöléseként.